# Tour d'Italie 1969

La 52e édition du Tour d'Italie s'est élancée de Garda le 16 mai 1969 et est arrivée à Milan le 8 juin. Long de 4 037 km, ce Giro a été remporté par l'Italien Felice Gimondi.

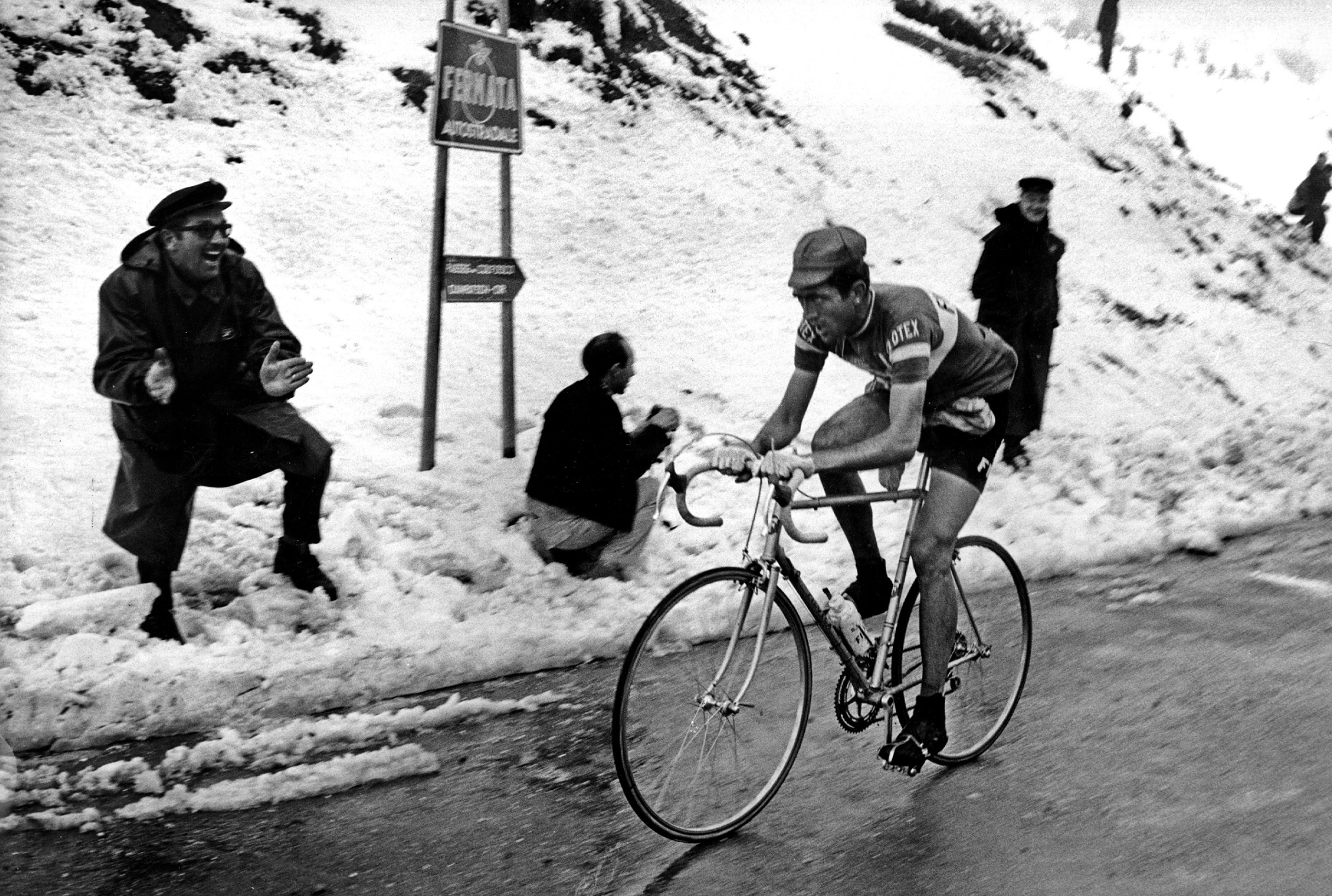
Italo Zilioli, 3e du Giro 1969.

## L'affaire de Savone
Le 1er juin 1969, Eddy Merckx, qui était en tête du classement général et avait quasiment course gagnée pour la deuxième année consécutive, fut exclu du Giro après l'étape de Savone pour dopage. Du Fencanfamina, un stimulant, fut trouvé dans ses urines. Il a formellement démenti s'être dopé et a dit d'avoir fait les frais d'une machination. De plus, il n'a été pas convié à demander une contre-expertise alors que c'était l'usage à l'époque. Une suspension risquait de lui interdire le départ du Tour de France un mois plus tard.
L'affaire risqua de provoquer un accident diplomatique entre la Belgique et l'Italie avant que le Belge soit innocenté le 10 juin par l'UCI. Vingt années plus tard, Eddy Merckx déclara avoir rencontré peu avant l'incident dans sa chambre d'hôtel Rudi Altig, coéquipier de Felice Gimondi, grand rival du Belge au classement général. Dans cette valise se trouveraient des liasses de billet pour que Merckx renonce à la victoire ce que le Belge a refusé : « N’ouvre pas cette mallette, je préfère ne pas avoir de regrets, et puis je ne suis pas client. »
Cette affaire eut des répercussions dans le caractère de Merckx qui se trouva plus renfrogné et plus imperméable.

## Équipes participantes
| N.    | Code | Équipe    |
| ----- | ---- | --------- |
| 1-10  | FAE  | Faema     |
| 11-20 | ELI  | Eliolona  |
| 21-30 | FER  | Ferretti  |
| 31-40 | FIL  | Filotex   |
| 41-50 | GBC  | G.B.C.    |
| 51-60 | GER  | Germanvox |
| 61-70 | GRI  | Gris 2000 |

| N.      | Code | Équipe    |
| ------- | ---- | --------- |
| 71-80   | MAX  | Max Meyer |
| 81-90   | MOL  | Molteni   |
| 91-100  | SAG  | Sagit     |
| 101-110 | SAL  | Salvarani |
| 111-120 | SAN  | Sanson    |
| 121-130 | SCI  | Scic      |

## Classement général
| Classement général final |                   |
| --- | ----------------- |
| \| 1. Felice Gimondi \| 106 h 47 min 03 s \| \| 2. Claudio Michelotto \| à 3 min 35 s \| \| 3. Italo Zilioli \| à 4 min 48 s \| \| 4. Silvano Schiavon \| à 7 min 01 s \| \| 5. Ugo Colombo \| à 11 min 54 s \| \| 6. Michele Dancelli \| à 14 min 05 s \| \| 7. Aldo Moser \| à 20 min 05 s \| \| 8. Primo Mori \| à 20 min 25 s \| \| 9. Rudi Altig \| à 23 min 45 s \| \| 10. Franco Bitossi \| à 32 min 36 s \| \| 130 partants \| \| |                   |
| 1. Felice Gimondi | 106 h 47 min 03 s |
| 2. Claudio Michelotto | à 3 min 35 s      |
| 3. Italo Zilioli | à 4 min 48 s      |
| 4. Silvano Schiavon | à 7 min 01 s      |
| 5. Ugo Colombo | à 11 min 54 s     |
| 6. Michele Dancelli | à 14 min 05 s     |
| 7. Aldo Moser | à 20 min 05 s     |
| 8. Primo Mori | à 20 min 25 s     |
| 9. Rudi Altig | à 23 min 45 s     |
| 10. Franco Bitossi | à 32 min 36 s     |
| 130 partants |                   |

## Étapes
| Étape      | Date     | Villes étapes                         | km       | Vainqueur d'étape      | Leader du classement général |
| 1re étape  | 16 mai   | Garda – Brescia                       | 142      | Giancarlo Polidori     | Giancarlo Polidori           |
| 2e étape   | 17 mai   | Brescia - Mirandola                   | 180      | Davide Boifava         | Davide Boifava               |
| 3e étape   | 18 mai   | Mirandola - Montecatini Terme         | 188      | Eddy Merckx            | Giancarlo Polidori           |
| 4e étape   | 19 mai   | Montecatini Terme - Montecatini Terme | 21 (clm) | Eddy Merckx            | Giancarlo Polidori           |
| 5e étape   | 20 mai   | Montecatini Terme - Follonica         | 194      | Albert Van Vlierberghe | Giancarlo Polidori           |
| 6e étape   | 21 mai   | Follonica - Viterbo                   | 198      | Franco Cortinovis      | Giancarlo Polidori           |
| 7e étape   | 22 mai   | Viterbo - Terracina                   | 206      | Eddy Merckx            | Giancarlo Polidori           |
| 8e étape   | 23 mai   | Terracina - Naples                    | 133      | Marino Basso           | Giancarlo Polidori           |
| 9e étape   | 24 mai   | Naples - Potenza                      | 173      | Michele Dancelli       | Eddy Merckx                  |
| 10e étape  | 25 mai   | Potenza - Campitello Matese           | 254      | Carlo Chiappano        | Eddy Merckx                  |
| 11e étape  | 26 mai   | Campitello Matese - Scanno            | 165      | Franco Bitossi         | Eddy Merckx                  |
| 12e étape  | 27 mai   | Scanno - Silvi Marina                 | 180      | Ugo Colombo            | Silvano Schiavon             |
| 13e étape  | 28 mai   | Silvi Marina – Senigallia             | 166      | Marino Basso           | Silvano Schiavon             |
| 14e étape  | 29 mai   | Senigallia - Saint-Marin              | 185      | Franco Bitossi         | Eddy Merckx                  |
| 15e étape  | 30 mai   | Cesenatico - Saint-Marin              | 49 (clm) | Eddy Merckx            | Eddy Merckx                  |
| 16e étape  | 1er juin | Parme – Savona                        | 220      | Roberto Ballini        | Eddy Merckx                  |
| 17e étape  | 2 juin   | Celle Ligure - Pavie                  | 182      | Ole Ritter             | Felice Gimondi               |
| 18ea étape | 3 juin   | Pavie - Zingonia                      | 115      | Marino Basso           | Felice Gimondi               |
| 18eb étape | 3 juin   | Zingonia - San Pellegrino             | 100      | Marino Basso           | Felice Gimondi               |
| 19e étape  | 4 juin   | San Pellegrino - Folgaria             | 218      | Italo Zilioli          | Felice Gimondi               |
| 20e étape  |          | Trente - Passo di Fedaia              | 230      | non disputée           | Felice Gimondi               |
| 21e étape  | 6 juin   | Rocca Pietore - Cavalese              | 131      | Claudio Michelotto     | Felice Gimondi               |
| 22e étape  | 7 juin   | Cavalese - Folgarida                  | 150      | Vittorio Adorni        | Felice Gimondi               |
| 23e étape  | 8 juin   | Folgarida - Milan                     | 257      | Attilio Benfatto       | Felice Gimondi               |

## Classements annexes
| Classement par points     | Franco Bitossi     | 182 points |
| Deuxième                  | Marino Basso       | 166 points |
| Troisième                 | Michele Dancelli   | 129 points |
| Classement de la montagne | Claudio Michelotto | 330 points |
| Deuxième                  | Italo Zilioli      | 250 points |
| Troisième                 | Felice Gimondi     | 230 points |
| Classement par équipes    | Molteni            | ?          |
| Deuxième                  | ?                  | ?          |
| Troisième                 | ?                  | ?          |

## Liste des coureurs
| Faema | Eliolona | Ferretti |
| - 1 Eddy Merckx (Bel) ab - 2 Martin Van Den Bossche (Bel) ab - 3 Victor Van Schil (Bel) ab - 4 Guido Reybrouck (Bel) ab - 5 Roger Swerts (Bel) ab - 6 Guido De Rosso (Ita) ab - 7 Pietro Scandelli (Ita) ab - 8 Tino Conti (Ita) ab - 9 Lino Farisato (Ita) ab - 10 Pietro Di Caterina (Ita) ab                            | - 11 Julio Jimenez (Esp) 36e - 12 Siegfried Adler (All) ab - 13 Mario Bettazzoli (Ita) 81e - 14 Carlo Brunetti (Ita) ab - 15 Giovanni De Franceschi (Ita) 40e - 16 Bernard Vifian (Sui) 20e - 17 Lucillo Lievore (Ita) 56e - 18 Giorgio Mantovani (Ita) 70e - 19 Alberto Morellini (Ita) ab - 20 Francesco Plebani (Ita) ab | - 21 Albert Van Vlierberghe (Bel) 38e - 22 Carlo Viviani (Ita) ab - 23 Julien Van Lint (Bel) 44e - 24 Romano Tumellero (Ita) 78e - 25 Silvano Davo (Ita) 62e - 26 Giuseppe Bratzu (Ita) ab - 27 Luigi Roncaglia (Ita) ab - 28 Alberto Rossetto (Ita) ab - 29 Renato Rota (Ita) 61e - 30 Leopoldo Cattelan (Ita) ab               |
| Filotex | GBC | Germanvox |
| - 31 Franco Bitossi (Ita) 10e - 32 Italo Zilioli (Ita) 3e - 33 Marcello Bergamo (Ita) 23e - 34 Ugo Colombo (Ita) 5e - 35 Alberto Della Torre (Ita) 54e - 36 Giorgio Favaro (Ita) 76e - 37 Giuseppe Grassi (Ita) 77e - 38 Adriano Passuello (Ita) 11e - 39 Alfio Poli (Ita) 58e - 40 Flaviano Vicentini (Ita) 24e           | - 41 Roberto Ballini (Ita) 73e - 42 Renzo Baldan (Ita) 63e - 43 Damiano Capodivento (Ita) ab - 44 Giorgio Destro (Ita) 68e - 45 Luciano Luciani (Ita) ab - 46 Imerio Massignan (Ita) 34e - 47 Aldo Moser (Ita) 7e - 48 Rolf Maurer (Sui) ab - 49 Dieter Puschel (All) ab - 50 Willy Spuhler (Sui) 48e                       | - 51 Vito Taccone (Ita) 13e - 52 Antonio Albonetti (Ita) ab - 53 Primo Franchini (Ita) 65e - 54 Renato Laghi (Ita) ab - 55 Vincenzo Mantovani (Ita) ab - 56 Giuseppe Milioli (Ita) 57e - 57 Rino Montanari (Ita) ab - 58 Ivan Pierozzi (Ita) ab - 59 Giancarlo Toschi (Ita) 79e - 60 Ole Ritter (Dan) ab                         |
| Gris 2000 | Max Meyer | Molteni |
| - 61 Gianfranco Bianchin (Ita) 71e - 62 Giovanni Bramucci (Ita) ab - 63 Giovanni Cavalcanti (Ita) 21e - 64 Angelo Corti (Ita) 46e - 65 Amedeo Gattafoni (Ita) ab - 66 Flavio Martini (Ita) ab - 67 Francesco Menghi (Ita) ab - 68 Benito Pigato (Ita) ab - 69 Sandro Quintarelli (Ita) 80e - 70 Giancarlo Tartoni (Ita) ab | - 71 Gianpaolo Cucchietti (Ita) 51e - 72 Ercole Gualazzini (Ita) 69e - 73 Claudio Michelotto (Ita) 2e - 74 Primo Mori (Ita) 8e - 75 Maurizio Malagutti (Ita) ab - 76 Guido Neri (Ita) 45e - 77 Felice Salina (Ita) 67e - 78 Luigi Sgarbozza (Ita) 28e - 79 Giuseppe Scopel (Ita) 33e - 80 Pietro Tamiazzo (Ita) 66e         | - 81 Michele Dancelli (Ita) 6e - 82 Marino Basso (Ita) 47e - 83 Guerrino Tosello (Ita) 29e - 84 Giancarlo Polidori (Ita) 31e - 85 Edy Schütz (Lux) 30e - 86 Mario Anni (Ita) 18e - 87 Giacinto Santambrogio (Ita) 60e - 88 Enrico Maggioni (Ita) 17e - 89 Davide Boifava (Ita) 15e - 90 Arturo Pecchielan (Ita) 37e              |
| Sagit | Salvarani | Sanson |
| - 91 Aldo Balasso (Ita) ab - 92 Lorenzo Carminati (Ita) ab - 93 Antonio Carniel (Ita) ab - 94 Franco Cortinovis (Ita ab) - 95 Ernesto Donghi (Ita) ab - 96 Gabriele Gazzetta (Ita) ab - 97 Virgilio Levati (Ita) 74e - 98 Oliviero Morotti (Ita) 26e - 99 Wladimir Palazzi (Ita) ab - 100 Franco Vanzin (Ita) ab           | - 101 Rudi Altig (All) 9e - 102 Franco Bodrero (Ita) 39e - 103 Lino Carletto (Ita) 19e - 104 Luciano Dalla Bona (Ita) 55e - 105 Tommaso De Pra (Ita) 72e - 106 Giancarlo Ferretti (Ita) 50e - 107 Felice Gimondi (Ita) 1e - 108 Wladimiro Panizza (Ita) 16e - 109 Roberto Poggiali (Ita) 14e - 110 Dino Zandegu (Ita) 27e   | - 111 Silvano Schiavon (Ita) 4e - 112 Carlo Chiappano (Ita) 32e - 113 Ottavio Crepaldi (Ita) 52e - 114 Matteo Cravero (Ita) 22e - 115 Pietro Campagnari (Ita) 49e - 116 Vittorio Marcelli (Ita) 64e - 117 Giuseppe Fezzardi (Ita) 42e - 118 Attilio Rota (Ita) 41e - 119 Franco Mori (Ita) ab - 120 Celestino Vercelli (Ita) 59e |
| Scic | | |
| - 121 Vittorio Adorni (Ita) 12e - 122 Luciano Armani (Ita) 35e - 123 Attilio Benfatto (Ita) 25e - 124 Emilio Casalini (Ita) 53e - 125 Ernesto Jotti (Ita) ab - 126 Enrico Paolini (Ita) 43e - 127 Bruno Mealli (Ita) ab - 128 Adriano Durante (Ita) ab - 129 Ambrogio Portalupi (Ita) 75e - 130 Pierino Primavera (Ita) ab | | |

## Sources
- (nl) Cet article est partiellement ou en totalité issu de l’article de Wikipédia en néerlandais intitulé « Ronde van Italië 1969 » (voir la liste des auteurs).